# Bot

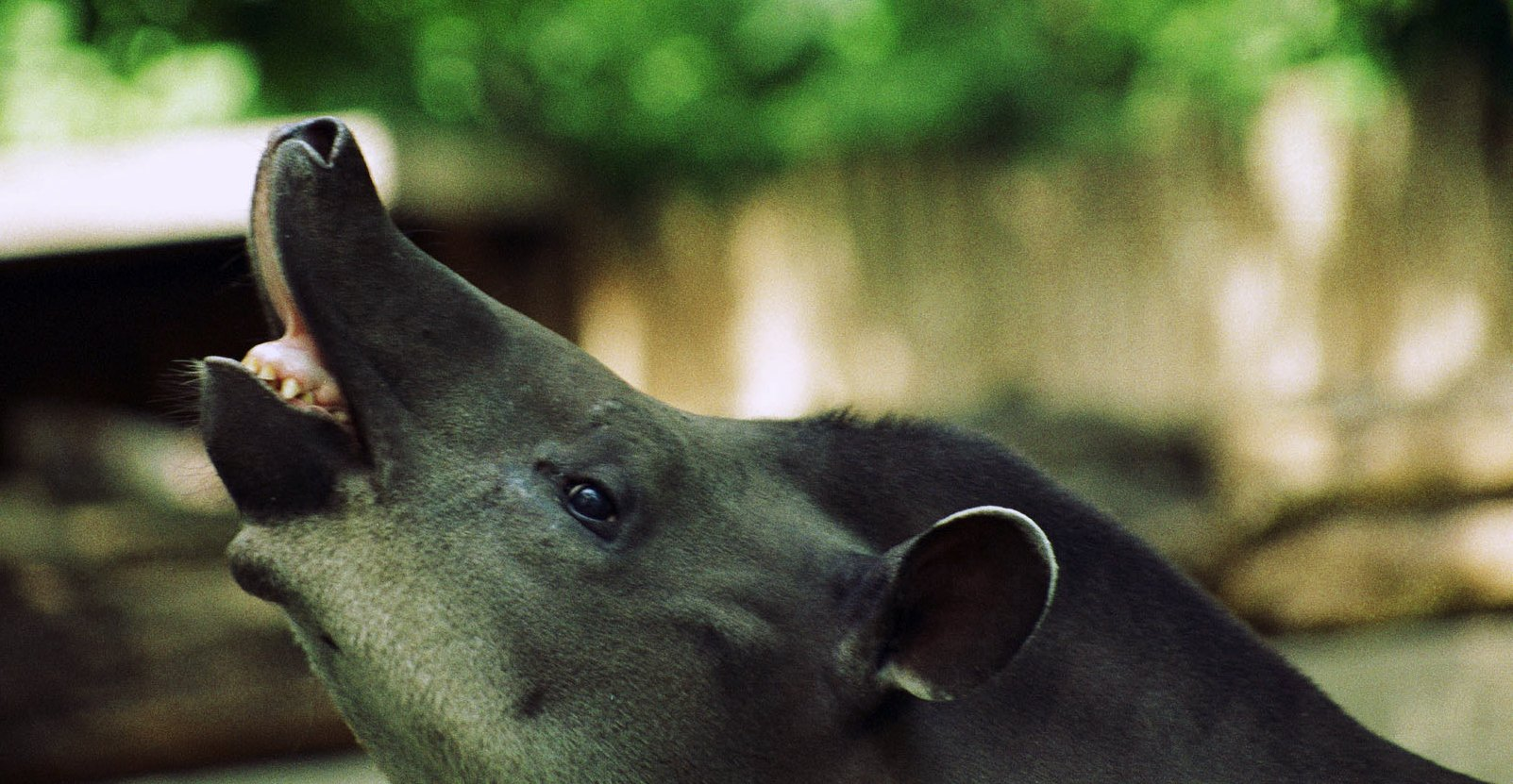
Bot de tapir (Tapirus terrestris)

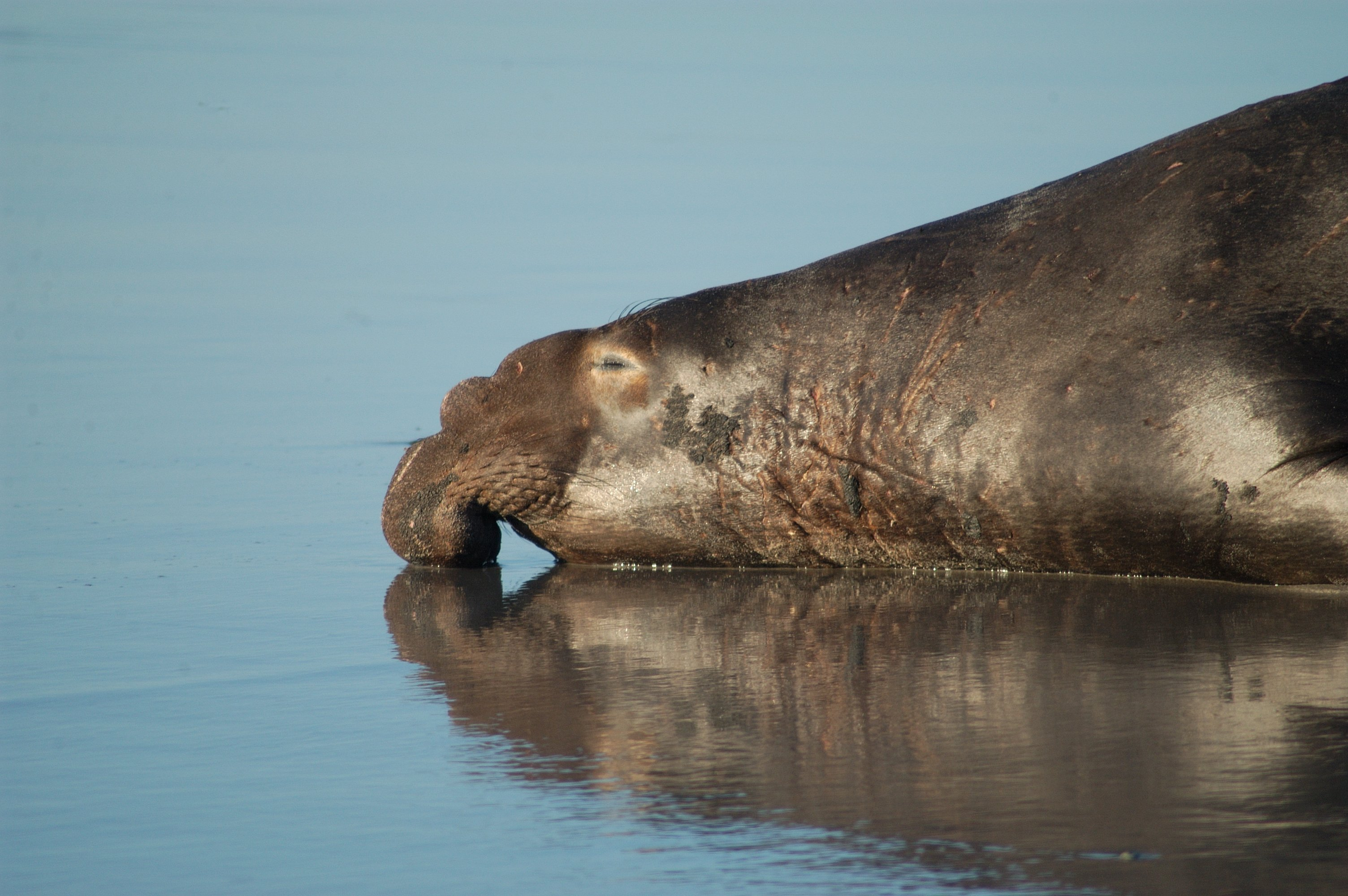
Botul unui elefant de mare

Un bot este porțiunea proeminentă a feței unui animal formată din nas, gură și maxilar. Partea echivalentă este numită la unele animale rostru sau trompă. Suprafața goală și udă din jurul nărilor nasului al unor animale este cunoscut ca rhinarium (colocvial el este „nasul umed” al unor animale). Rhinarium-ul este adesea asociat cu un puternic simț al mirosului. Botul este considerat un loc moale al celor mai multe animale: datorita structurii sale, un animal poate fi ușor amețit sau chiar lăsat inconștient dacă este lovit acolo cu o forță suficientă.

## Varietăți

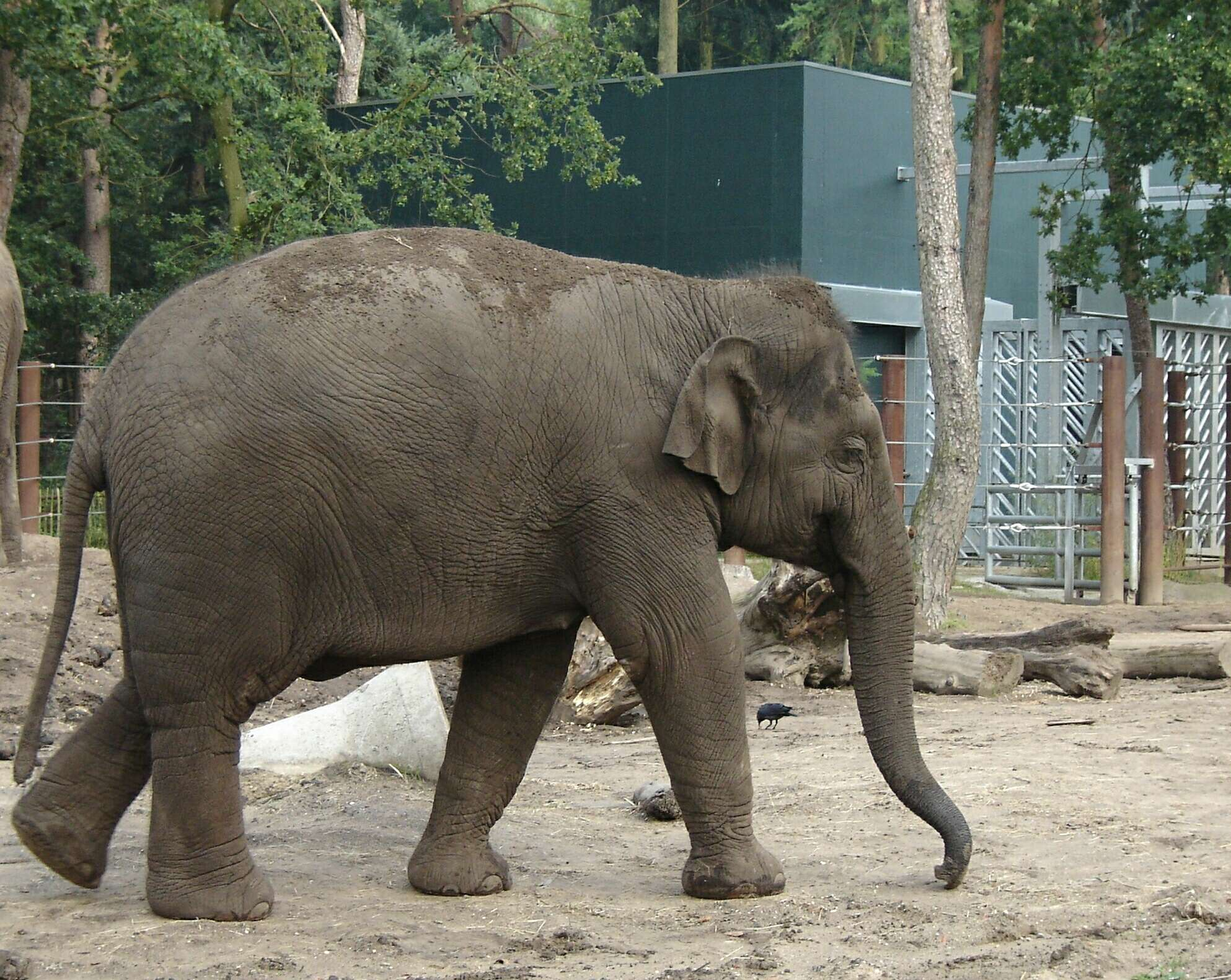
Elefant indian (Elephas maximus indicus). Trompa lungită este numită „trunchi” și este folosită într-o gamă largă de scopuri, inclusiv pentru a se hrăni, a bea, a explora și a se îngriji.

Boturile au o varietate de forme la mamifere. Unele animale, inclusiv urșii și felinele mari, au boturi ca niște cutii, în timp ce altele, precum rozătoarele, au boturi ascuțite. Botul porcului, numit rât, este plat și cilindric. Susținut de un cartilaj puternic și întărită de un os dermal, porcinele îl utilizează pentru a scurma în pământ și pentru a descoperi rădăcini sau tuberculi.

### Câini
Botul începe chiar de sub ochi și include nasul și gura câinelui. Partea de sus a botului câinelui domestic conține organe pentru detectarea mirosurilor. 
|                                                         |
| Dolicocefalic (bot lung și subțire): collie cu păr lung |

|                                                    |
| Mezocefalic (bot de lungime medie): cocker spaniel |

|                                         |
| Brahicefalic (bot extrem de plat): mops |